# Bielin (Moryń)
Bielin (Bielin, województwo zachodniopomorskie, deutsch Bellin) ist ein Dorf in der Stadt-Land-Gemeinde Gmina Moryń im Powiat Gryfiński (Kreis Greifenhagen) der Woiwodschaft Westpommern im Nordwesten Polens.

## Geografie

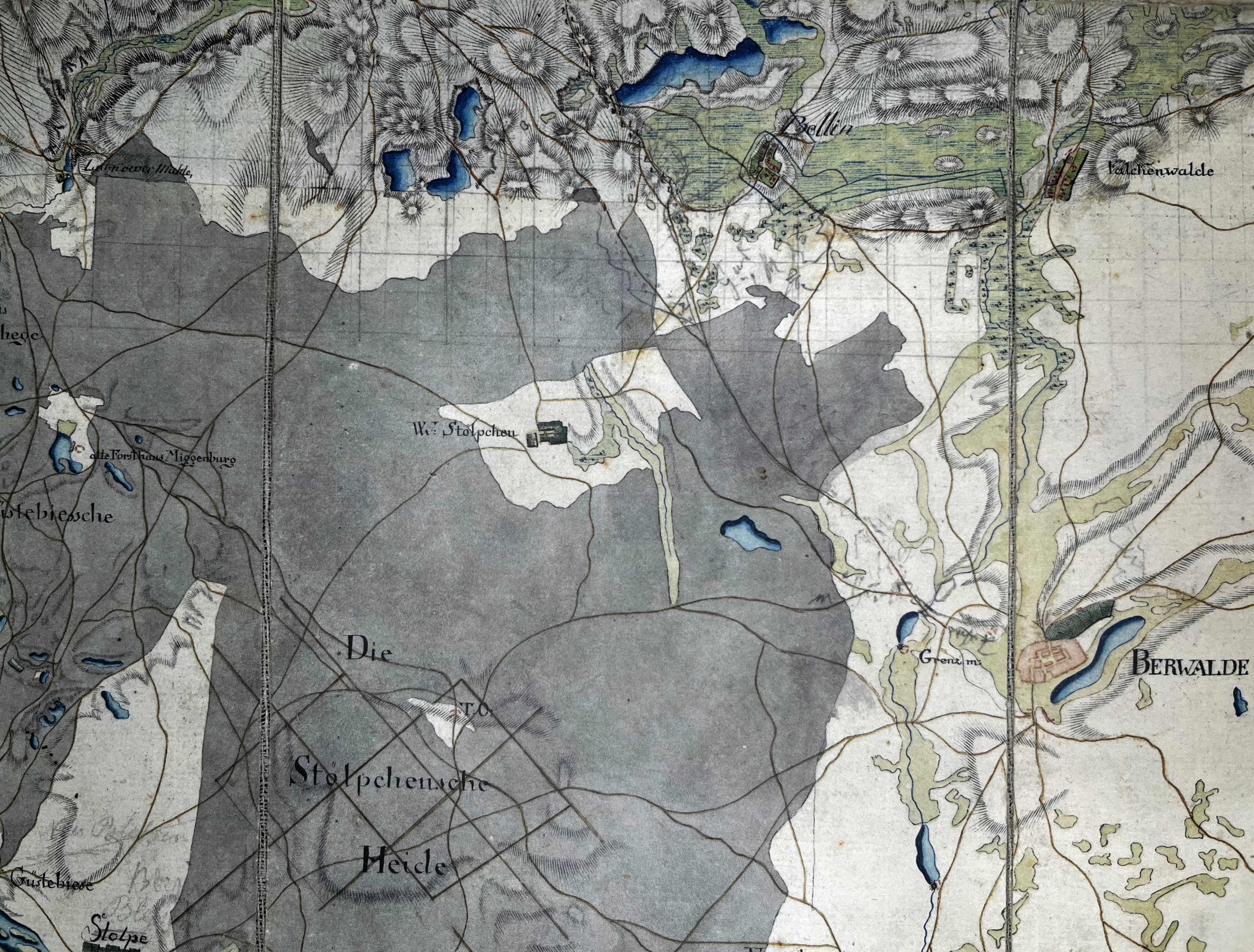
Schmettausche Karte von 1767–1787 mit Bellin, Stölpchen, Stölpchen’scher Heide und Falkenwalde in der Neumark

Bielin liegt an der Woiwodschaftsstraße DW 125 6 Kilometer südöstlich von Moryń (deutsch Mohrin) und 3 Kilometer westlich von Wierzchlas (deutsch Falkenwalde). Der Ort liegt etwa 5 km nordwestlich von Mieszkowice (deutsch Bärwalde in der Neumark). Im Nordosten ist Bielin umgeben von Feldern, im Südwesten von Wald. Im Norden befindet sich der kleine See Jezioro Bielińskie (Bellinsee). Der See ist ein nacheiszeitlicher, rinnenartiger Durchflusssee. Die Bahnstrecke Wrocław–Szczecin führt am Dorf vorbei. Der ehemalige Bahnhof „Bellin“ wurde 1895 in Betrieb genommen.
Das Dorf hat mittelalterlichen Ursprung und eine mehrspurige Raumaufteilung mit kompakter Bebauung. Im Zentrum befindet sich eine mittelalterliche Kirche mit geschlossenem Kirchenfriedhof. Die Guts-, Park- und Hofanlage besteht aus einem Wohnteil, einem Wirtschaftshof und einer Wohnkolonie ehemaliger Landarbeiter. Das klassizistische Herrenhaus aus der 2. Hälfte des 18. Jahrhunderts mit Nebengebäude und Wirtschaftsgebäuden mit Stall ist im südwestlichen Teil des Dorfes gelegen. Derzeit ist hier ein 1953 gegründetes Gestüt ansässig, das Zucht-, Sport- und Tourismusaktivitäten betreibt.
| Deutscher Name | Beschreibung       | Lage               | Polnischer Name | Koordinaten          |
| -------------- | ------------------ | ------------------ | --------------- | -------------------- |
| Bellin         | Dorf und Rittergut |                    | Bielin          | 52° 50′ N, 14° 27′ O |
| Stölpchen      | Wohnplatz          | 3,5 km südwestlich | Stołpek         | 52° 48′ N, 14° 25′ O |
| Altvorwerk     | Vorwerk            | 2 km südöstlich    | ohne            | 52° 49′ N, 14° 28′ O |
| Neuvorwerk     | Vorwerk            | 1,7 km nordöstlich | ohne            | 52° 50′ N, 14° 28′ O |

## Geschichte

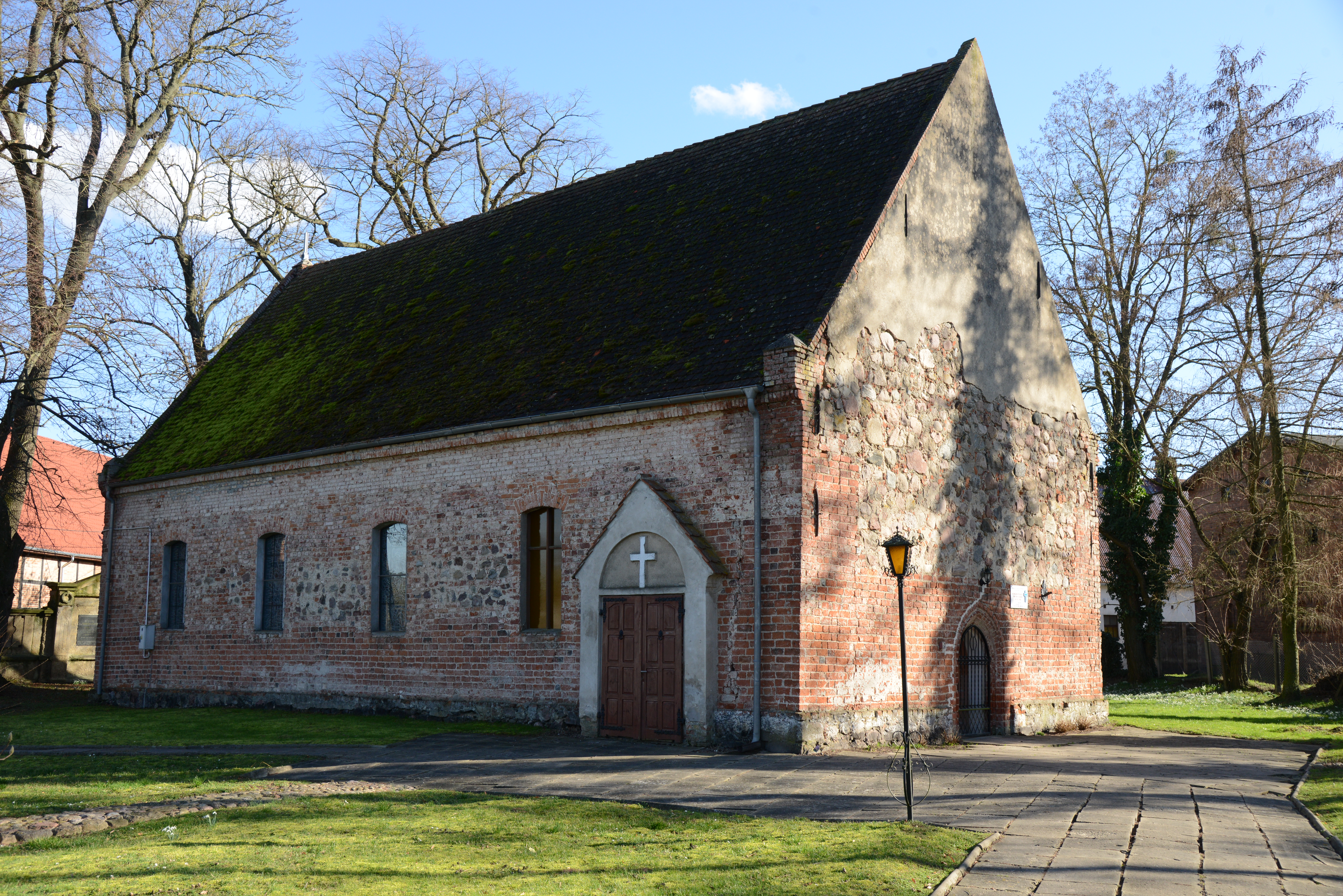
Filialkirche St. Josef (Kościół filialny pw św. Józefa) aus dem 15. Jahrhundert in Bellin

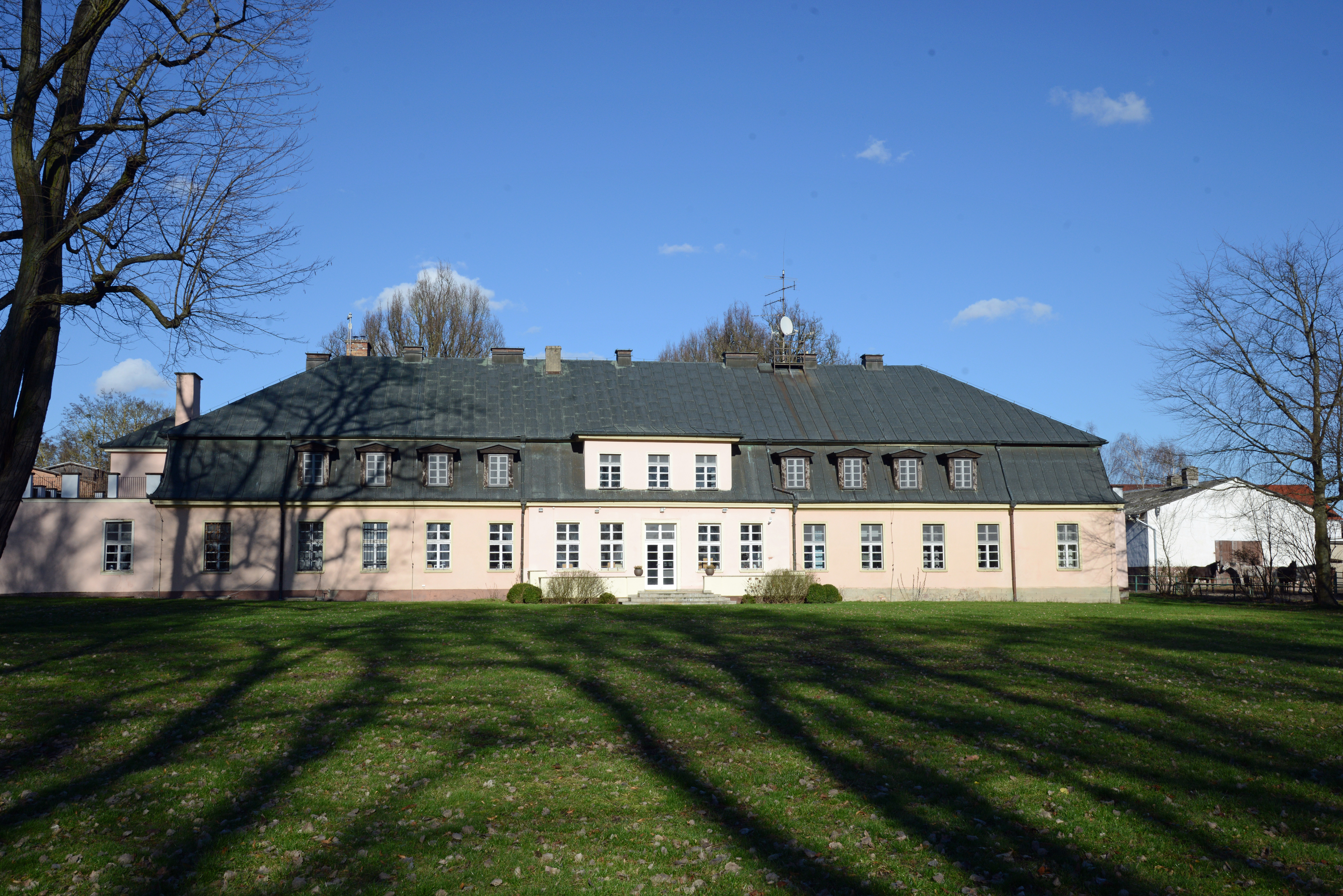
Spätbarockes Herrenhaus in Bellin

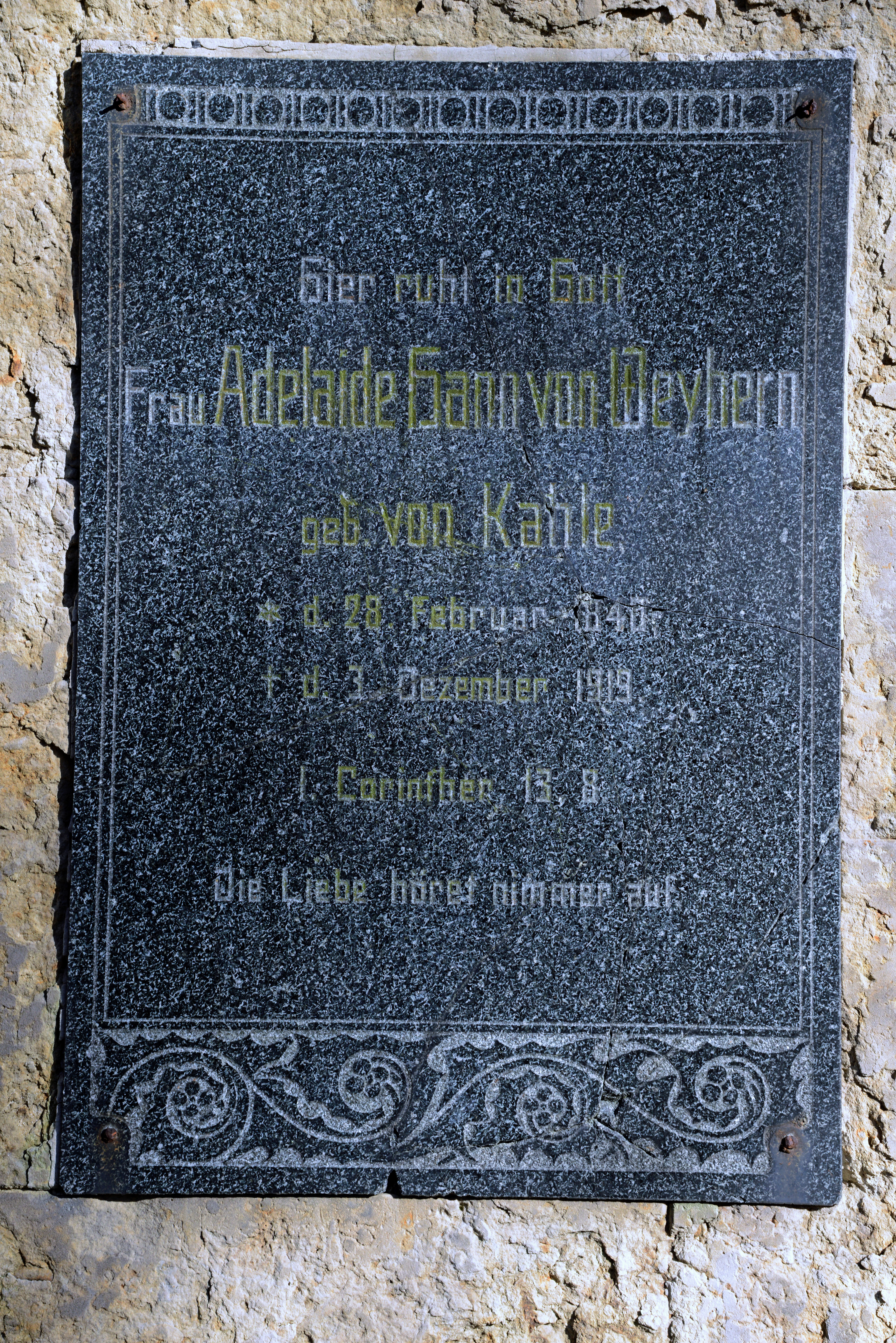
Grabplatte von Adelaide Hann von Weyhern, geb. von Kahle

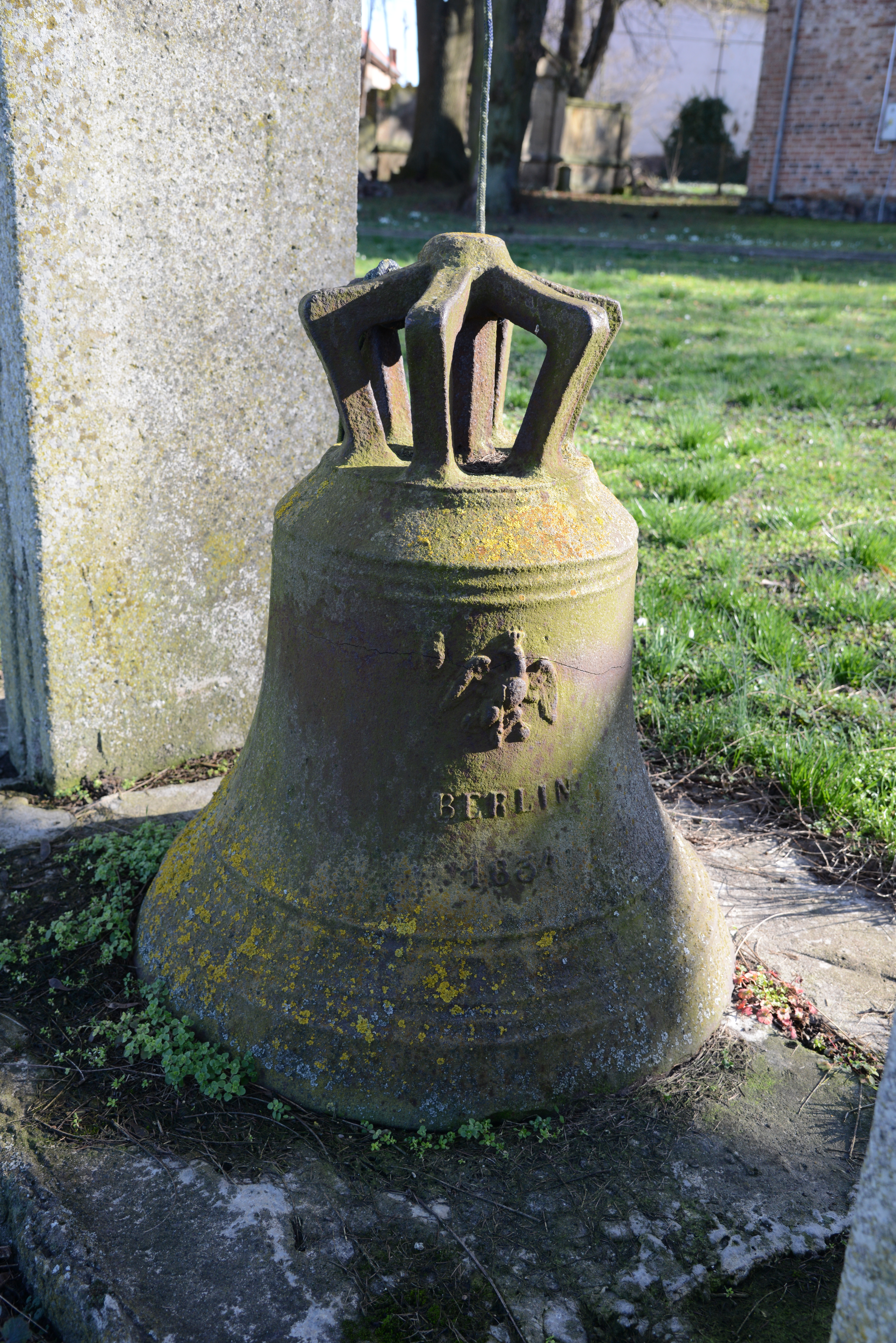
Kirchenglocke Filialkirche St. Josef mit preußischem Adler, Berlin, 1834

Das Dorf lag ab etwa 1250 auf dem Gebiet der neu gegründeten Neumark und wurde erstmals urkundlich in den Jahren 1248 und 1336 erwähnt.
Im Neumärkischen Landbuch des Markgrafen von Brandenburg Ludwig I. von 1337 wird ausgeführt:

“Bellin habet mansos LXIIII, dos IIII, illi de Brünkow (Brunkow) pro servicio VIII, pactus I talentum, tabera deserta.”

„Bellin besitzt 64 Hofstellen (Hufen) [mansus], davon dienen vier Hofstellen dem Unterhalt des Pfarrers (Pfarracker) [dos], das Adelsgeschlechts von Brunkow besitzt gegen Lehndienst [pro servicio] acht der Hofstellen und erhält einen Talent [1 Pfund (talentum) = 20 Schillinge] Pacht von den Bauern. Das Wirtshaus [tabera] ist verlassen.“

Nach der Familie von Brünkow fand in den folgenden Jahrhunderten ein häufiger Besitzerwechsel statt. Die Familien von Werbellow, von Barfuß, von Holzendorf, von Mörner, von Schöning, von der Marwitz, von Wobeser und von Schlabrendorf werden als Besitzer genannt.
1761 wird ein Eustach von Schönebeck auf Bellin und Blesin (Alt Blessin, polnisch Stary Błeszyn, Mieszkowice) als Erbherr erwähnt. Im 18. Jahrhundert gehörte der Gutshof der Familie von Wobeser, auf deren Initiative ein barock-klassizistisches Herrenhaus errichtet wurde. Ernst Bogislaw von Wobeser († 1748 in Bellin), Capitain (Hauptmann) in kaiserlichen Diensten, kaufte das neumärkische Gut Bellin. Sein Sohn, Ernst Bogislav von Wobeser (1724–1801), war Erbherr von Bellin, Gotznow, Belgen und Voi(g)tsdorf. Sein Sohn Karl Georg Friedrich von Wobeser wurde preußischer Generalleutnant, Chef des altpreußischen Dragonerregiments D XIV und Kommandeur des Reservekorps in Westfalen. Am 3. Oktober 1815 erhielt er seinen Abschied mit einer Pension von 1500 Talern. Wobeser zog sich auf sein Gut Bellin zurück, wo er am 23. April 1823 unverheiratet verstarb. 1819 begann in Bellin die Separation und Aufhebung der Erbuntertänigkeit. Danach gab es 11 bäuerliche Betriebe (Radach, Engel, Bornsdorf, Noack, Voigt, Schulz, Weblow, Haarbrand, Jaenicke, Horn und Balke) mit je rund 65 Morgen Land.
1834 kaufte Theodor Felix von Kahle den gesamten Adelsbesitz als Rittergut und erweiterte den Gutshof. Um 1880 gehörte es seiner Erbengemeinschaft, seinen vier Töchtern. Seine Tochter Anna von Kahle wurde eine bekannte Bildhauerin, Schülerin von Fritz Schaper und besaß ein eigenes Atelier in Berlin.
Viele der Werke von Anna von Kahle waren auf dem Gutshof ihrer Eltern aufgestellt. Die Marmorskulpturen „Bacchus“, „Mutter mit Kind“ und „Der Sommer“ befanden sich im Park des spätbarocken Herrenhauses von Bellin, die Marmorskulpturen „Amor“ und „Der Frühling“ befanden sich im Haus. An der Ostseite der Kirche von Bellin in der Familiengrabstätte der Rittergutsbesitzer von Kahle war ein lebensgroßer Engel aus Marmor auf dem Grabmonument von Adelaide von Kahle, geb. Freiin von Steinacker aufgestellt. Auf dem Anna-Platz in Bellin stand ein Friedensengel. Diese Belliner Werke sind seit 1945 vermisst. Der Belliner Lehrer hat 1930 Fotos von diesen Werken veröffentlicht.
Zu Bellin gehörte das kleine Gut Stölpchen (polnisch Stołpek) im Waldgebiet der Stölpchen’schen Heide, das aus dem schon Anfang des 15. Jahrhunderts wüst gewordenen Dorf „Stoleken“ hervorgegangen war. Es kam später als Cämmerey-Vorwerk in den Besitz der Stadt Bärwalde und wurde nach 1802 verkauft. 1860 kam der Name Stölpchen nochmals zur Bedeutung, als in der Nacht zum 9. September der gefürchtete Räuber Karl Friedrich Masch die Pächterfamilie Brandt, der einsam gelegenen, dem Gutsherrn gehörenden Krugwirtschaft in Stölpchen, grausam ermordete. Bei einem Raubmord zertrümmerte er die Schädel der schlafenden Pächterfamilie mit einem Beil und schnitt dem Ehepaar anschließend mit einem Messer die Kehlen durch.
Der Orgelbauer Friedrich Carl Wilhelm Bütow erbaute 1872 für Bellin (Bielin) eine Orgel (8 Register, I Manual, Pedal). Ein Umbau erfolgte 1906 durch die Orgelbaufirma Wilhelm Sauer (10 Register, II Manual, Pedal und vermutlich pneumatische Kegelladen). Ab 1878 wurde das Rittergut verpachtet, zuerst an Amtmann Kofahl, ab 1913 an Franz Helmut von Langenn-Steinkeller. Im Ortskern wurde um 1905 ein Bismarckdenkmal als Bronzebüste auf hohem Granitsockel mit Metallzierzaun errichtet. Das Denkmal ist nicht erhalten.
Das Dorf Bellin hatte am 17. Mai 1939 mit den Gutshöfen Altvorwerk, Neuvorwerk und dem Wohnplatz Stölpchen hatte 359 Einwohner.

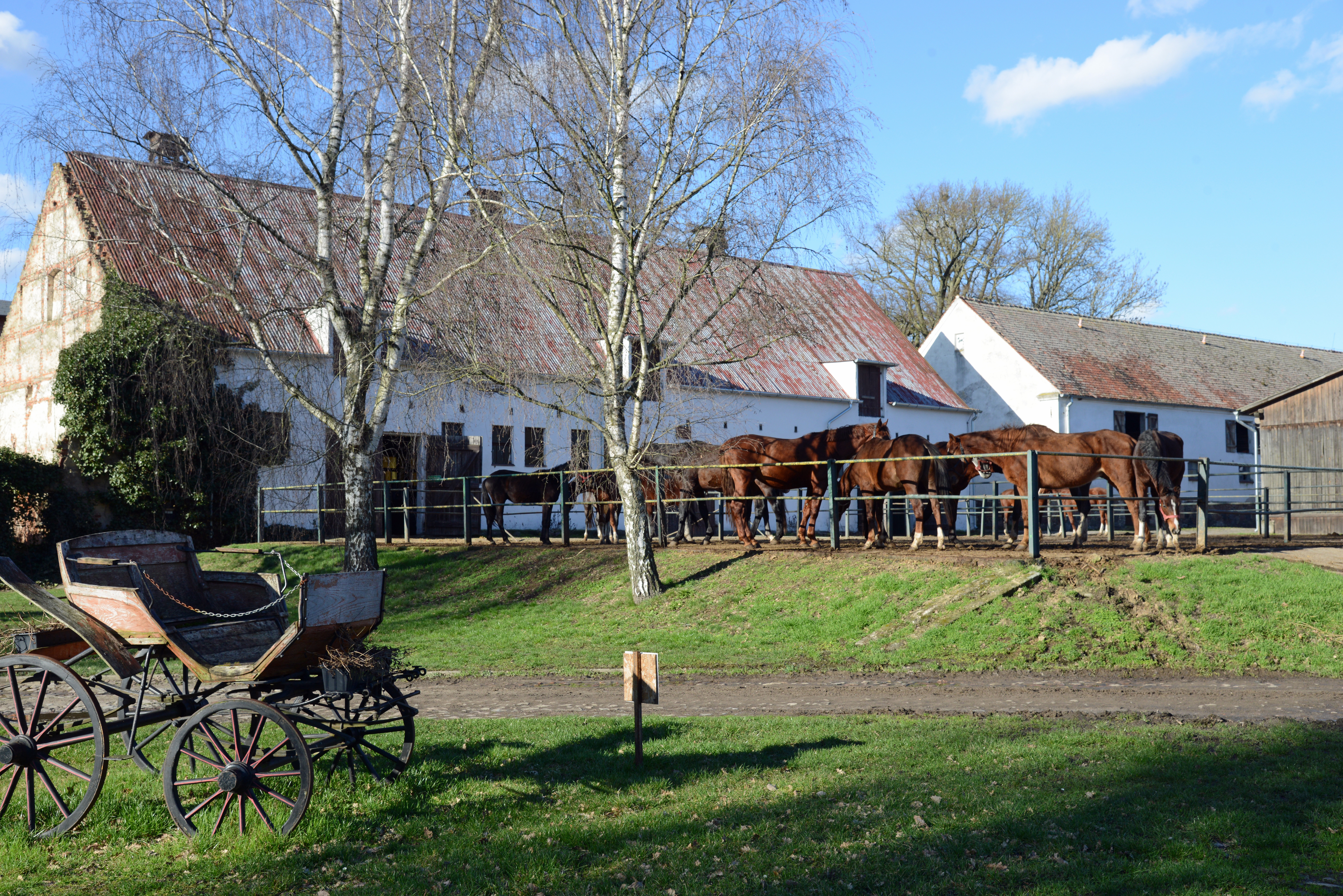
Gestüt Bielin (Dworek Bielin) im Gutshof des Herrenhauses

Letzter Gutsbesitzer, 1170 ha, bis zu den Enteignungen blieb der vormalige Pächter Franz Helmut von Langenn-Steinkeller a. d. H. Birkholz. Bellin gehörte bis 1945 zur Provinz Brandenburg, Regierungsbezirk Frankfurt a. O., Kreis Königsberg/Neumark.
Am 3. Februar 1945 wurde das Dorf durch die 5. Armee der 1. Weißrussischen Front besetzt. Seit 1945 liegt das Dorf innerhalb der Grenzen Polens. Das 1953 gegründete Gestüt Bielin (Dworek Bielin) hat 140 Pferde. Es werden Reitstunden und Kutschfahrten sowie Reitunterricht angeboten. Das Gestüt mit Holsteiner und Hannoveraner Sportpferden bietet auch Pferde zum Verkauf an.

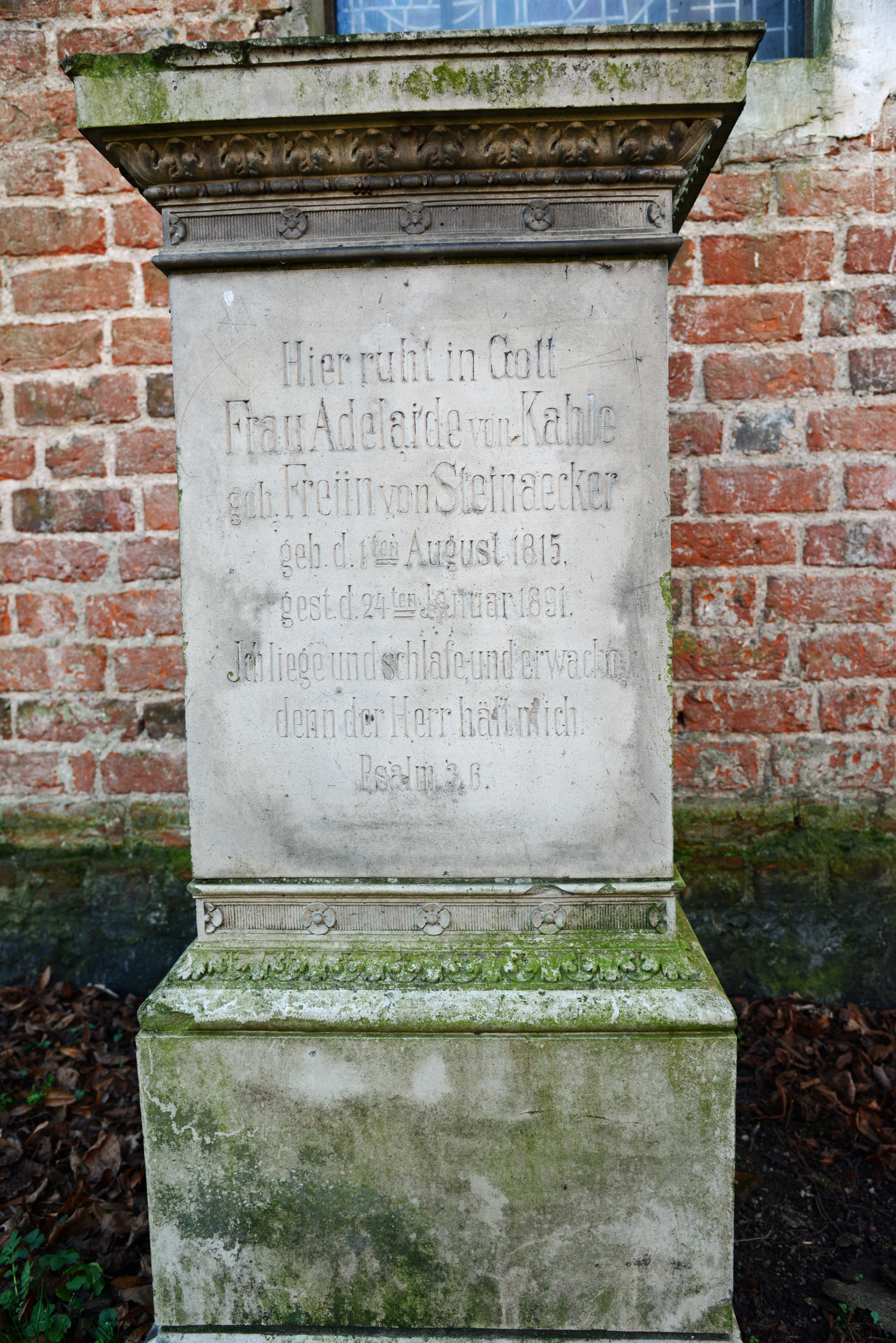
Grabstein von Adelaide von Kahle, geb. Freiin von Steinaecker-Rosenfelde in Bellin

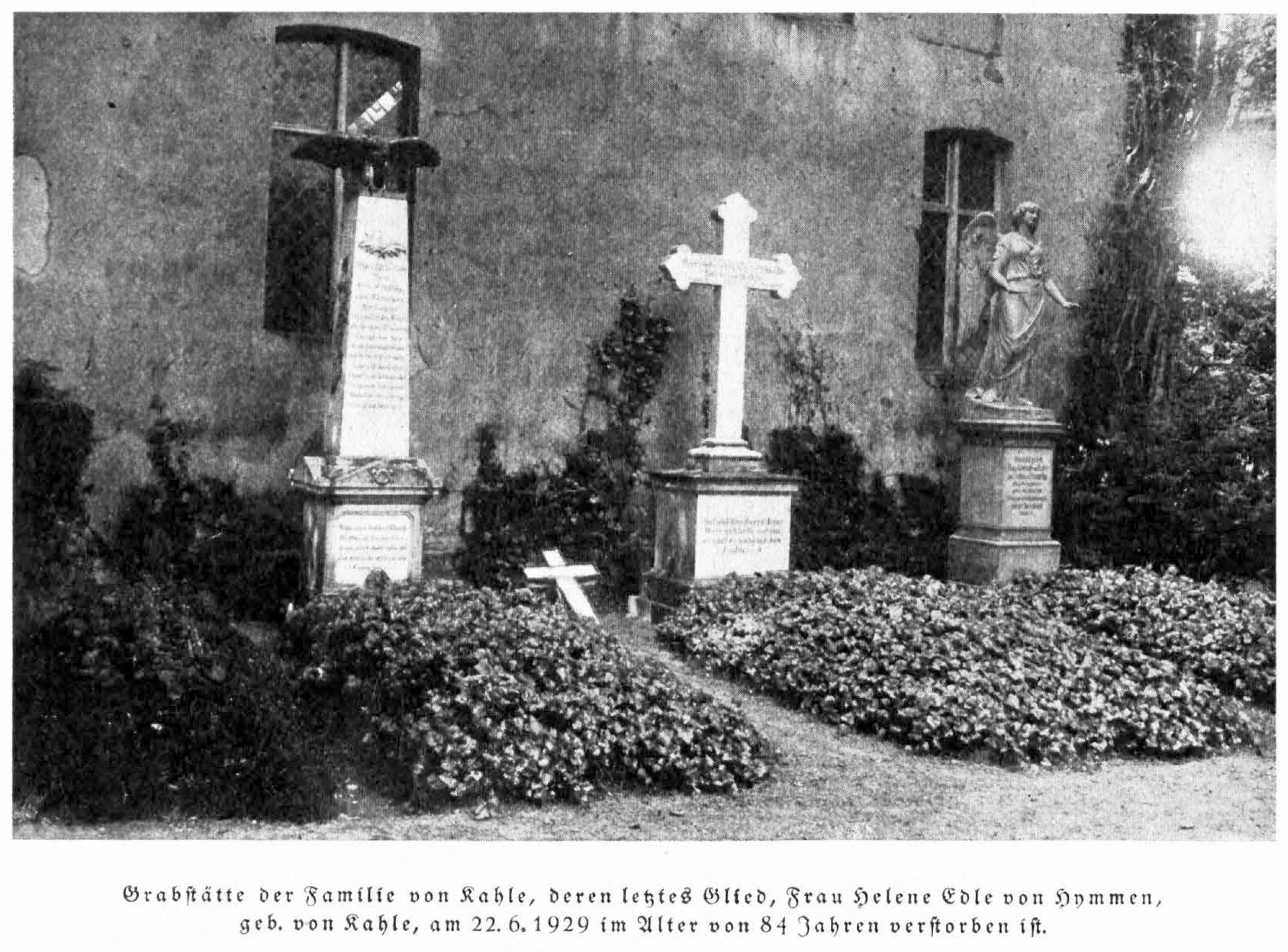
Familiengrabstätte der Rittergutsbesitzer von Kahle an der Ostseite der Kirche, 1930, Otto Dahms

## Baudenkmale
- Filialkirche St. Josef (Kościół filialny pw św. Józefa), spätgotischer Backsteinbau aus dem 15. Jahrhundert, ist aus Feldsteinen erbaut und wurde im 17. und 19. Jahrhundert mit Backsteinen ergänzt. Der Holzturm aus der Mitte des 18. Jahrhunderts wurde am Ende des 20. Jahrhunderts abgerissen. In der Westwand ist ein gotisches Portal erhalten, während in der Ostfassade ein Relikt der ursprünglichen Fensteröffnung vorhanden ist. Die Kirche wurde als evangelische Kirche bis 1945 genutzt. 1947 wurde die Kirche als römisch-katholische Kirche St. Josef geweiht. Der Kirchenbereich ist durch eine Steinmauer mit einem Eingangstor an der Nordwestseite abgetrennt. Bis 1945 diente er als Kirchenfriedhof. Heute ist die einzige Spur des Friedhofs ein Denkmal in Form einer Engelsskulptur auf einem Sockel, das dem Andenken an Adelaide von Kahle gewidmet ist. Es befindet sich auf der Ostseite der Kirche.[18][5]
- Das Herrenhaus Bellin aus der zweiten Hälfte des 18. Jahrhunderts ist ein spätbarockes, eingeschossiges Palais mit hohem Mansarddach und Vorsprüngen an der kurzen Achse.[18] Auf dem zugehörigen Gutshof befindet sich das Gestüt Bielin (Dworek Bielin).

## Persönlichkeiten
- Ernst Bogislav von Wobeser (* 6. Februar 1724; † 14. März 1801 in Bellin) war Erbherr von Bellin, Gotznow, Belgen und Voitsdorf, Leutnant a. D., zuletzt im Altpreußischen Dragonerregiment D VII, ⚭ Charlotte Rosine, geborene von Schmiedeberg (* 1726; † 8. Juli 1771).
- Ernst Bogislaw von Wobeser († 1748 in Bellin), Capitain (Hauptmann) in kaiserlichen Diensten, kaufte die neumärkischen Güter Bellin, Gossow und Belgen, ⚭ geb. von Schönebeck auf Bellin/NM.
- Karl Georg Friedrich von Wobeser (* 27. Februar 1750 in Bellin; † 23. April 1823 Bellin), preußischer Generalleutnant, Chef d. altpreußischen Dragonerregiments D XIV. Wobeser zog sich auf sein Gut Bellin zurück, wo er am 23. April 1823 unverheiratet verstarb.
- Karl Friedrich Masch (* 28. April 1824 in Brunki bei Barlinek (deutsch Forsthaus Brunken bei Berlinchen); † 18. Juli 1862 durch Enthauptung in Küstrin) war einer der schrecklichsten Serienmörder des Königreichs Preußen. In Stölpchen ermordete er in der Nacht vom 8.–9. September 1860 das Ehepaar Brandt.
- Felix von Kahle, (* 13. Oktober 1804 in Freienwalde b. Berlin; † 23. Juli 1868 in Bellin), Rittergutsbesitzer, Erb- und Gerichtsherr von Bellin, Vater[19] u. a. d. Adelaide Hann von Weyhern, geb. von Kahle. Er kaufte 1834 den gesamten Adelsbesitz Bellin als Rittergut. Sein Vater Philipp von Kahle (1755–1837) erhielt 1786 den preußischen Adelsstand und war zuletzt Domherr und Dechant d. Kollegienstifts Bonifacius und St. Moritz Halberstadt.
- Adelaide Marie Henriette Friederike Julie von Kahle, geb. Baronin von Steinaecker-Rosenfelde, (* 1. August 1815 in Ludwigslust; † 24. Januar 1891 in Berlin), Frau d. Felix von Kahle. Adelaide war die Tochter d. Landrats Baron Karl von Steinaecker und Schwester d. Politikers Freiherr Karl von Steinaecker.[20] Ihr Denkmal in Form einer Engelsskulptur auf einem Sockel befindet sich auf dem Kirchhof von Bellin.
- Adelaide Hann von Weyhern, geb. von Kahle, (* 28. Februar 1840 in Bellin; † 3. Dezember 1919 in Berlin), Gutsherrentochter aus Bellin, zeichnete Aquarelle vom Herrenhaus Bellin und dem Dorf. Sie aquarellierte in routinierter Manier menschenleere Landschaftsveduten. Ihre Ausbildung erfolgte wahrscheinlich in Berlin und es sind nur Werke zwischen dem 40. und 50. Lebensjahr durch ein Konvolut im Stadtmuseum Berlin bekannt (15 Blatt). Sie war mit dem preußischen Generalleutnant Benno Hann von Weyhern (1833–1912)[21] verheiratet, Sohn d. Otto Rudolf Benno Hann von Weyhern.[22]
- Julie von Kahle (* 6. April 1841 in Frankfurt a.d.O; † unbekannt), Künstlerin,[23] Mitbesitzerin des Gutes Bellin[24]
- Anna (Henriette Antonie Elise) von Kahle (* 17. Februar 1843 auf Bellin; † 31. Mai 1920 in Berlin), deutsche Bildhauerin, stellte ab den 1880er Jahren regelmäßig aus. Ihr Grab befindet sich am Ostgiebel der Kirche.[25]
- Helene von Hymmen, geb. von Kahle, (* 24. Dezember 1845 in Bellin; † 22. Juni 1929 in Bellin),[26] Gutsherrentochter aus Bellin, letzte Angehörige der Familie von Kahle,[27] verheiratet in Bellin 30. Dezember 1867 mit Ernst Edlem von Hymmen (* 17. Mai 1836 in Hain;  † 30. Mai 1871 in Berlin), Adjutant d. Prinzen Albrecht von Preußen; Schwester d. Bildhauerin Anna von Kahle u. d. Aquarellistin Julie von Kahle.[25]
- Rittmeister a. D. Franz Helmut von Langenn-Steinkeller, (* 23. Juli 1889 in Birkholz; † 10. März 1983 in Hamburg), Pächter, dann Rittergutsbesitzer auf Bellin/Neumark. Er heiratete am 20. September 1921 in Braunschweig Charlotte Amme. Er war von 1915 bis 1918 in der Osmanischen Armee, Kapitän (Hauptmann) in der Kavallerie im Iran, Teilnehmer der Schlacht von Gallipoli und Adjutant d. General Friedrich Freiherr Kreß von Kressenstein, als Hauptmann der Kavallerie in Palästina.
- Charlotte von Langenn-Steinkeller, geb. Amme (* 30. Mai 1901 in Braunschweig; † 6. August 1942 in Bellin), Tochter d. Ernst Amme u. d. Elisabeth Engelke, Ehefrau d. Franz Helmut von Langenn-Steinkeller-Birkholz. Gegen den Willen der NS-Politik eröffnete Charlotte am 30. Mai 1937 auf ihrem Gutsbesitz einen evangelischen Kindergarten der örtlichen Evangelischen Frauenhilfe. Während ihrer Abwesenheit versiegelten der stellvertretende Bürgermeister Bellins und der Landjäger am 2. Oktober 1937 das Gutsgebäude, in welchem sich der Kindergarten befand. Sie beschlagnahmten den Schlüssel und entfernten das Emailleschild der Inneren Mission an der Tür. Die von Langen-Steinkellers mussten einsehen, das weder ihr Ansehen als Offiziersfamilie und ihr Stand, noch ihr Besitz vor der Schließung schützten. Auch Eingaben, an das zuständige Ministerium in Berlin gerichtet, brachten keinen Erfolg, da die Gleichschaltung der Kindererziehung durch die Gaustellen durchgesetzt wurde.[28]
- Ingrid von Langen-Steinkeller (* 13. September 1922; † 4. März 2015), Tochter d. Franz Helmut von Langenn-Steinkeller ⚭ Charlotte Amme; heiratete am 26. März 1944 Hans-Ulrich von Oertzen, ein deutscher Generalstabsoffizier der zum Kern der militärischen Widerstandskämpfer vom 20. Juli 1944 um Oberst Claus Schenk Graf von Stauffenberg gehörte.

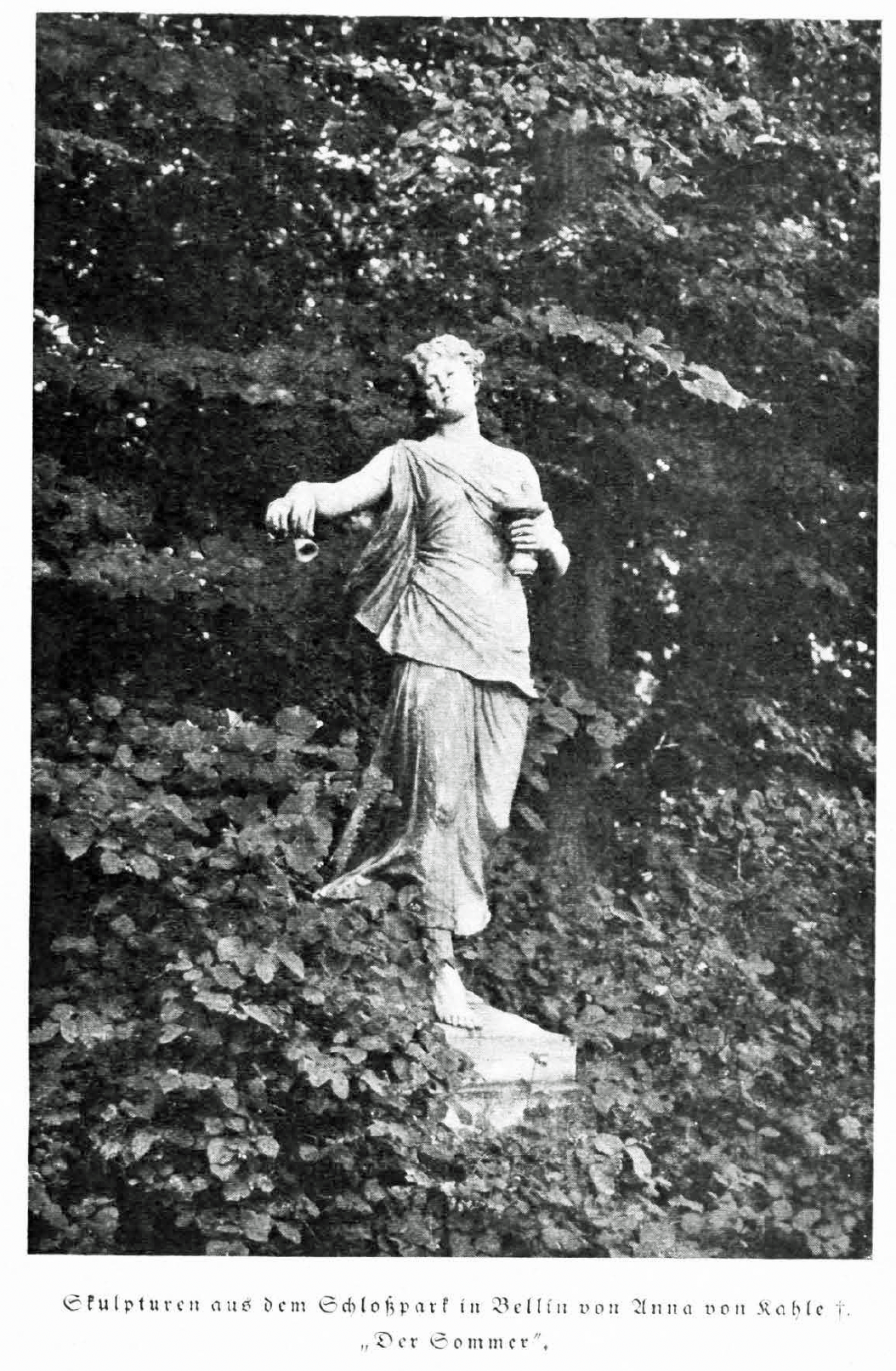
Marmor Skulptur der Bildhauerin von Anna von Kahle: Der Sommer; vor dem Herrenhaus in Bellin. Aufnahme 1929, Lehrer Otto Dahms aus Bellin.
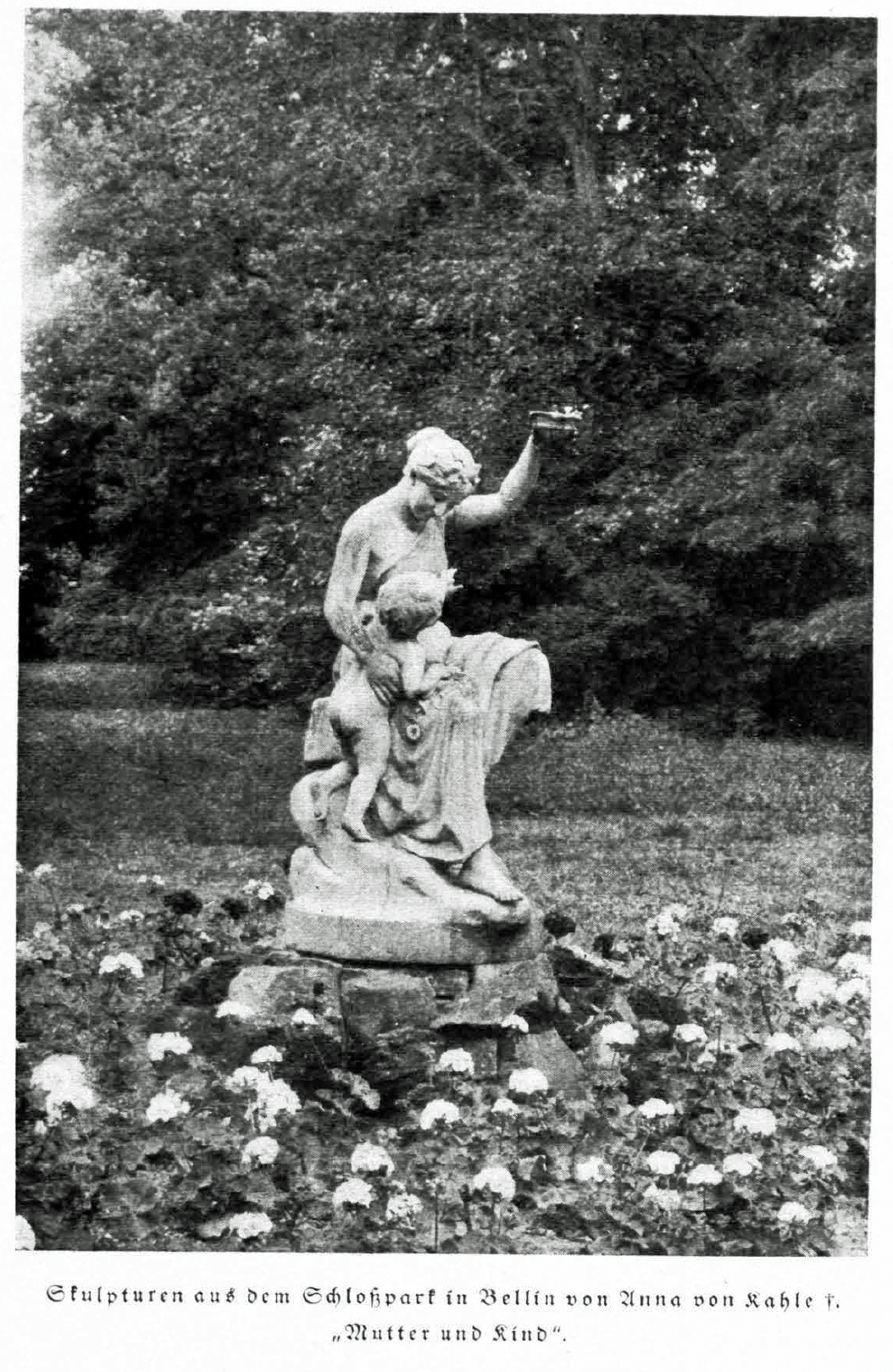
Marmor Skulptur der Bildhauerin von Anna von Kahle, Mutter mit Kind, vor dem Herrenhaus in Bellin. Aufnahme 1929, Lehrer Otto Dahms aus Bellin.
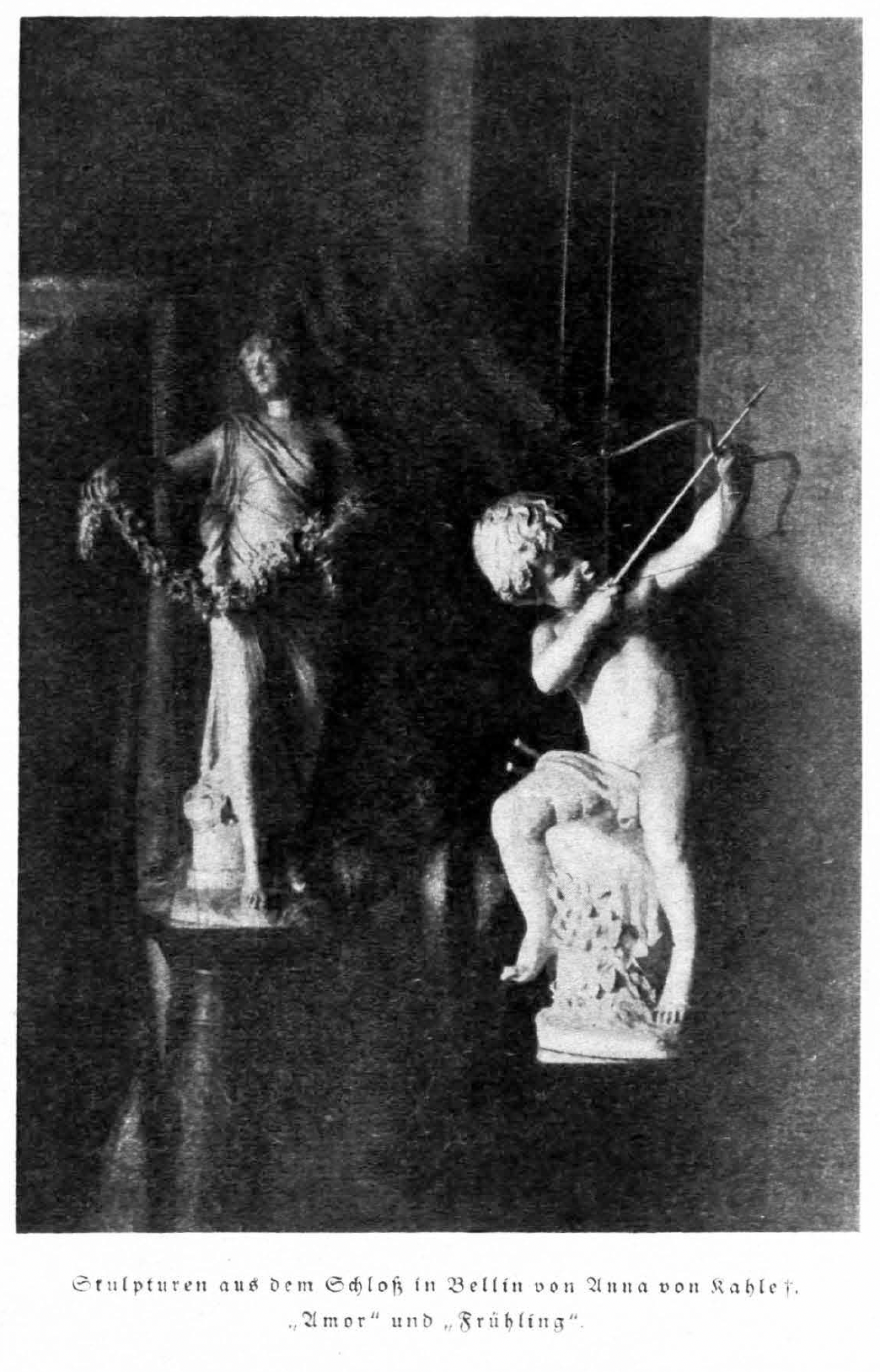
Marmor Skulpturen der Bildhauerin von Anna von Kahle, Bacchus und Frühling, im Herrenhaus in Bellin, Otto Dahms, 1930
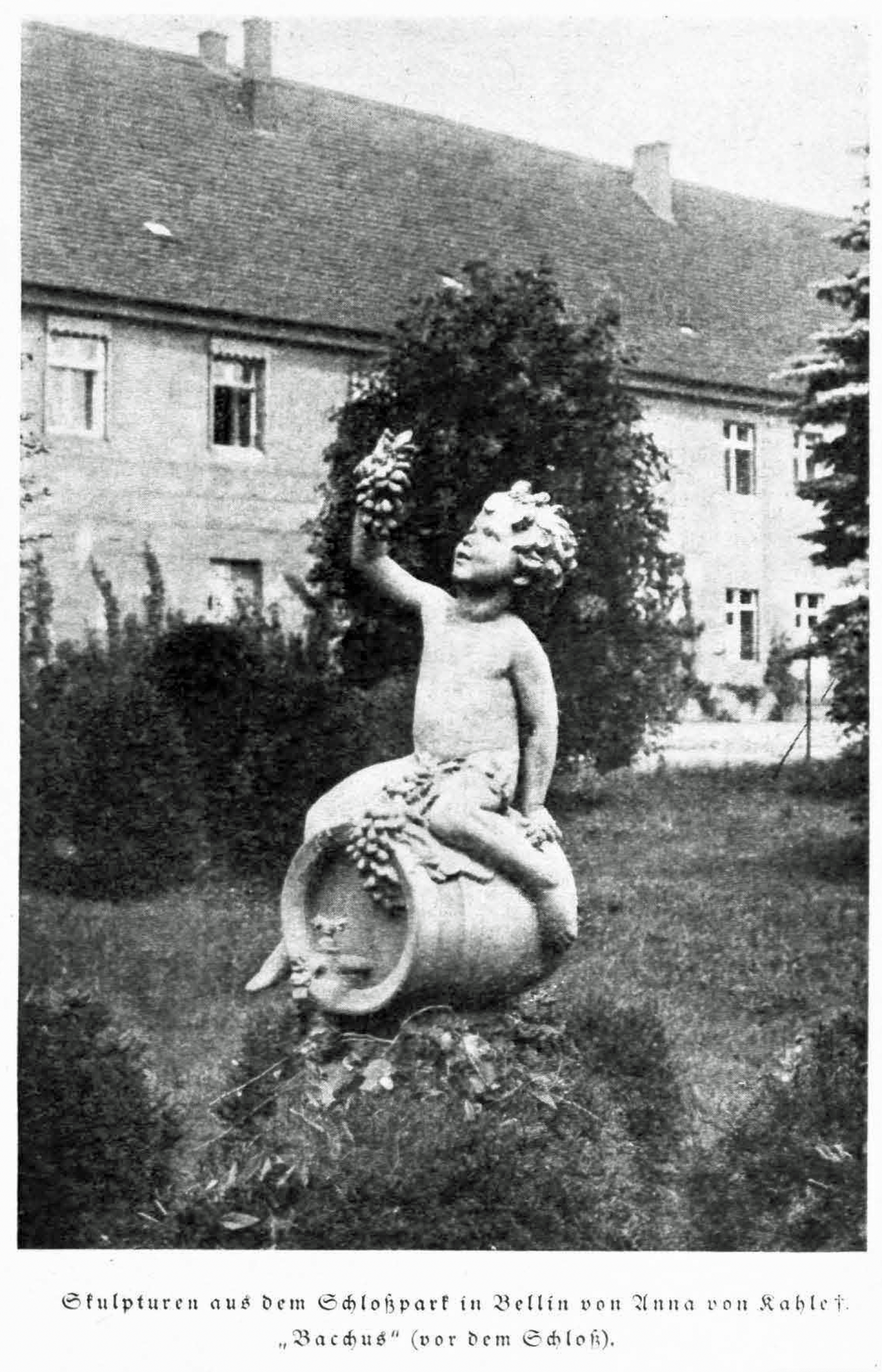
Marmor Skulptur von Anna von Kahle, Bachus, vor Herrenhaus in Bellin, 1930, Otto Dahms

## Archivalien (Auswahl)
- Hauptbuch des Rittergutes Bellin, Kreis Königsberg; 1944-1945 (Akte), In: BLHA 53A ML Gen 1093.